# Rollin Phones
Rollin Phones är en svensk saxofonkvartett bildad 1986. Under årens lopp har medlemmar bytts ut och Neta Norén är den enda kvarvarande ursprungliga medlemmen. Nu består kvartetten av:
- Tove Nylund - sopransaxofon
- Edith Bakker - altsaxofon
- Lucy Riley - tenorsaxofon
- Neta Norén - barytonsaxofon

## Sommarläger
Varje sommar anordnar Rollin Phones ett sommarläger på Musikhögskolan Ingesund. Lägret brukar ha omkring 40 deltagare från såväl Sverige och Norge som andra länder. Lägret vänder sig både till ungdomar och vuxna och deltagarna kan välja olika inriktningar. Där erbjuds bland annat olika workshops, föreläsningar, ensemblespel, gästkonserter, privatlektioner och sociala aktiviteter. För deltagare med högskolebehörighet kan lägret ge högskolepoäng.